# Dumyat (berg i Storbritannien)
Dumyat är ett berg i Storbritannien.   Det ligger i kommunen Stirling och riksdelen Skottland, i den norra delen av landet, 600 km nordväst om huvudstaden London. Toppen på Dumyat är 418 meter över havet, eller 191 meter över den omgivande terrängen. Bredden vid basen är 2,6 km.
Terrängen runt Dumyat är kuperad åt nordost, men åt sydväst är den platt. Runt Dumyat är det tätbefolkat, med 427 invånare per kvadratkilometer. Närmaste större samhälle är Stirling, 5,7 km sydväst om Dumyat. Trakten runt Dumyat består i huvudsak av gräsmarker.